# Gjegjan
Gjegjan è una frazione del comune di Pukë in Albania (prefettura di Scutari).
Fino alla riforma amministrativa del 2015 era comune autonomo, dopo la riforma è stato accorpato, insieme agli ex-comuni di Pukë, Qelëz, Qerret, Rrapë a costituire la municipalità di Pukë.

## Località
Il comune era formato dall'insieme delle seguenti località:
- Dom
- Gjegjan
- Gojan i Vogel
- Rrase
- Kuzhnen
- Gojan i Madh
- Shkoze
- Kimez
- Kalvare
- Mesu